# Шурчилов, Сергей Эдуардович
Сергей Эдуардович Шурчилов (5 июля 1968) — украинский футболист, нападающий.

## Биография
В советский период не выступал в соревнованиях команд мастеров.
В 1992 году перешёл в российский «Атоммаш» (Волгодонск), в его составе за два сезона сыграл 61 матч и забил 10 голов в первой и второй лигах России. В 1994 году провёл одну игру в кубке Украины за харцызский «Горняк»
В начале 1994 года перешёл в молдавский «Кристалл» (Фалешты). Первый гол в чемпионате Молдавии забил 17 марта 1994 года в ворота «Буджака». За весеннюю часть сезона 1993/94 забил 8 голов и стал лучшим бомбардиром команды в сезоне. После первого круга следующего сезона покинул команду. Всего в высшем дивизионе Молдавии сыграл 22 матча и забил 9 голов.
В 1995 году снова играл в России за «Волгодонск».
С 1995 года в течение двух десятков лет выступал на любительском уровне за клубы Барвенковского района, выступавшие в чемпионате района и чемпионате Харьковской области. За это время забил более 400 голов в официальных матчах, становился неоднократным чемпионом района.
Работает тренером в ДЮСШ г. Изюм. Выступает в соревнованиях ветеранов.

## Личная жизнь
Брат-близнец Андрей также был футболистом, выступал на любительском уровне за клубы Тореза и Барвенково.